# Aeroporto de Cururupu
O Aeroporto de Cururupu é um aeroporto brasileiro localizado no município de Cururupu, Maranhão. Situado a 105 quilômetros da capital São Luís. Tem uma das menores pistas do estado, com apenas 750 metros de extensão e 30 metros de largura, com superfície de grama e terra.